# Deltaspis moesta
Deltaspis moesta är en skalbaggsart som beskrevs av Bates 1885. Deltaspis moesta ingår i släktet Deltaspis och familjen långhorningar. Inga underarter finns listade i Catalogue of Life.